# Heterochelus viridicollis
Heterochelus viridicollis är en skalbaggsart som beskrevs av Blanchard 1850. Heterochelus viridicollis ingår i släktet Heterochelus och familjen Melolonthidae. Inga underarter finns listade i Catalogue of Life.